# Terytorium Alaski
Terytorium Alaski (ang. Territory of Alaska) – terytorium zorganizowane istniejące od 24 sierpnia 1912 roku do 3 stycznia 1959 roku, gdy zostało przyjęte do Unii jako czterdziesty dziewiąty stan. Wcześniej znajdował się tam Departament Alaski i Dystrykt Alaski.